# Reinder Pieters van Calcar
Reinder Pieters van Calcar (11 oktober 1872, Veenwouden - 23 april 1957, Leiden) was een Nederlands bacterioloog. Hij was als hoogleraar verbonden aan de Universiteit Leiden.

## Biografie
Van Calcar werd geboren in Veenwouden als zoon van een predikant. Hij volgde de Hogereburgerschool in Sneek waar hij op zestienjarige leeftijd voor zijn eindexamen slaagde. Daarna maakte hij de overstap naar de Universiteit van Amsterdam waar hij van 1892 tot en met 1896 voor arts leerde. In 1897 werd hij benoemd tot arts. Daarna werd hij huisarts bij een praktijk gelegen in de Jordaan. In 1905 volgde zijn benoeming tot hoogleraar bacteriologie en gezondheidsleer aan de Universiteit Leiden. Hij volgt hiermee Theodorus Hendrik Mac Gillavry op. Zijn oratie vond op 29 september van datzelfde jaar plaats en was getiteld  Het hedendaagsch standpunt van het Toxine-vraagstuk. Tevens werd hij aangesteld als directeur van het bacteriologisch laboratorium van de Universiteit van Leiden.
Tijdens de Eerste Wereldoorlog verkreeg hij bekendheid door zijn experimenten met varkensvoer. Hij probeerde met behulp van bacteriologische processen een alternatief veevoer te ontwikkelen uit visafval en stro. Twee grondstoffen die ondanks de oorlog nog volop voorhanden waren. Deze proeven waren uiteindelijk niet succesvol. Tijdens het collegejaar 1920-1921 was hij rector-magnificus van de Universiteit Leiden. In 1935 volgde eervol ontslag omdat de leerstoel van Van Calcar werd wegbezuinigd. Deze bezuiniging heeft tot gerechtelijke procedures tussen Van Calcar en het college van curatoren geleid. Als eerbetoon werd ter gelegenheid van zijn tachtigjarige verjaardag door zijn vrienden de Prof. Van Calcar stichting opgericht. Deze stichting trachtte minvermogende mensen te helpen. Op 23 april 1957 werd hij dood aangetroffen in zijn woning in Leiden. Het bleek zo te zijn dat de afvoerpijp van zijn kachel verstopt zat.

## Publicaties (selectie)
- Klinisch-biologische studiën over het mechanisme der infectieziekten. Amsterdam 1904
- Het hedendaagsch standpunt van het toxine-vraagstuk. Amsterdam 1905
- Leerboek der klinische bacteriologie. Leiden 1906
- Dialyse, Eiweisschemie und Immunität. Leiden 1908
- Immunitätsreaktionen und einige ihrer praktischen Verwendungen für Klinik und Laboratorium. Leiden 1908
- Tuberkulose und Immunität. Leiden 1910
- Over de aetiologie van het carcinoom. Leiden 1911
- Voordrachten over algemeene biologie. Leiden 1915
- De beteekenis der voedingsleer bij schaarschte van levensmiddelen. Leiden 1917
- Ontwikkeling en beteekenis der moderne bacteriologie. Leiden 1921
- Der magenlose Hund und die Achylia gastrica. Leiden 1925
- Die Ursache des Carcinoms. Leiden 1926
- De psychologie der beroepskeuze arts en onderwijzer. Leiden 1929
- Over de psychologie van den angst en haar beteekenis voor de opvoeding. Leiden 1930
- Over de psychologie van het rapport Welter en over reorganisatie. Den Haag 1932
- Natuurkennis en levensbeschouwing, rassenhygiène of rassendegeneratie. Leiden 1933
- Crisis en Revolutie. Rotterdam 1934
- De meester, herinnering aan Prof. Dr. C. Snouck Hurgronje (1857-1936). 1936